# Dormir al sol
Dormir al Sol es una novela fantástica del escritor argentino Adolfo Bioy Casares.
La primera edición fue publicada por Emecé Editores en 1973. Llegó al cine con el director y guionista Alejandro Chomski en el 2012, con Luis Machín en el personaje principal.

## Argumento
La novela está narrada por el protagonista, Lucho Bordenave, contándole a un amigo de la infancia -Félix Ramos- los momentos vividos por él desde que conoció a un domesticador de perros llamado Standle.
Lucho es un relojero que vive con su mujer Diana, y con Ceferina, quien es para él una madre.
Standle convence a Bordenave de internar a su mujer en el Instituto Frenopático de Reger Samaniego.
Al poco tiempo, Lucho quiere a su mujer de vuelta pero una cadena de postergaciones envuelve entonces al protagonista: la intrusión de su cuñada, los sinuosos razonamientos del director del instituto, la vigilancia periódica de un pasador de quiniela...
Bordenave insiste en que le devuelvan a su mujer, pero cuando los médicos se la devuelven le parece que es una impostora. La llegada de una perra sugestivamente llamada Diana lo conduce por un fantástico cambio de almas y cuerpos, y termina con él sufriéndolo en carne propia.
Cuando la novela se acerca a su final, el lector encuentra el sentido de la frase que le sirve de título ("Dormir al Sol") cuando Reger Samaniego le explica a Bordanave los diferentes métodos para facilitar el sueño. El más adecuado, según Samaniego, consiste en imaginar a un perro que duerme bajo el sol sobre "una balsa que navega lentamente aguas abajo, por un río ancho y tranquilo" (Emecé Editores, 1973, P. 211).

## Técnica narrativa
El texto está escrito en forma de prosa y sus capítulos son breves.
Está narrado en primera persona por su protagonista, Lucho Bordenave, como una carta a su amigo Félix Ramos. 
El escenario novelesco está situado en Villa Urquiza. No se especifica el tiempo en el que transcurre la novela, pero se destaca la fecha en la que Diana vuelve a casa (5 de diciembre), así como también Navidad y Año Nuevo.

## Personajes
- Lucio ("Lucho") Bordenave

Es el narrador de la novela, y el personaje principal de la misma. Al ser despedido del banco en el que trabajaba, comienza a trabajar de relojero.
- Diana

Otra protagonista de la historia. Sufre por no tener hijos, lo que sirve de excusa para sus problemas mentales. También siente atracción hacia los animales. Al no trabajar, se ocupa de la casa. Según se la describe en el libro (narrado por su esposo), es una mujer de contextura amplia, piel rosada, pelo rubio, manos finas y "ojos maravillosos".
- Ceferina

Es pariente de Lucho por parte de la madre de este. En la historia es descripta físicamente como una mujer “aindiada, anciana, huesuda y alta”.
- Profesor Standle

Domesticador de perros alemán que trabaja en la Escuela Canina. Físicamente el narrador lo describe como “un gigantón de gabardina, rubio, derecho como palo de escoba, medio cuadrado en razón de espaldas anchas, de cara afeitada, de ojos chicos, grises, que no parpadean aunque el prójimo se retuerza y clame”
- Adriana María

Es la hermana de Diana, con quien tiene una gran semejanza física, aunque su personalidad es muy diferente. Está enamorada de su cuñado, pero este nunca acepta sus insinuaciones.
- Reger Samaniego

Director del Instituto Frenopático. Físicamente es alto, flaco y de nariz afilada. Su personalidad es algo misteriosa.
- Félix Ramos

Amigo de la infancia de Bordenave; es a quien está destinado el documento, y quien se supone escribe la Segunda Parte de la novela (las páginas finales).
- Martín

Es el padre de Diana y de Adriana María. Se muestra imponente y agresivo con Lucho y con la familia.
- Martincito

Es el hijo de Adriana María, y comparte por ratos su amistad y complicidad con Lucho.